# Lord-namjesnik
Lord-namjesnik je u Ujedinjenom Kraljevstvu (engleski: lord-lieutenant) predstavnik je monarha u ceremonijalnim grofovijama. To je uglavnom počasna pozicija na koju je obično imenovan umirovljeni lokalni uglednik, stariji vojni časnik ili ugledni poslovni čovjek.

## Povijest
Kralj Henrik VIII. imenovao je prvog Lorda-namjesnika 1540. godine u vrijeme kada je bio zabrinut radi prijetnje od invazije engleskih neprijatelja, koji su u različito vrijeme uključivali Škotsku, Francusku i Španjolsku. Da bi obranu napravio učinkovitom imenovao je Lordove-namjesnike koji su trebali novačiti i biti odgovorni za miliciju u svojim grofovijama. Milicija nije uključivala samo regularnu vojsku već i maloposjednike (slobodne seljake) i dobrovoljce.
Prvi Lord-namjesnik u Oxfordshireu bio je Charles Brandon, vojvoda od Suffolka, muž Marije Tudor, sestre Henrika VIII. Međutim, tek je 1586. godine kraljica Elizabeta I., u svjetlu predstojeće invazije iz Španjolske, proširila imenovanja Lordova-namjesnika tako da je do trenutka kada je Španjolska pokušala izvršiti invaziju svojom Armadom krajem svibnja 1588. godine, gotovo svaka grofovija imala imenovanog Lorda-namjesnika.
S izuzetkom engleskog Interregnuma, između 1649. i 1660. godine, u kojem vremenu nije bilo monarha, Oxfordshireu je imao svoga Lorda-namjesnika.
Naslov Lieutenant (namjesnik) nastao je za vrijeme Henrika VIII., uloga Lorda-namjesnika bila je doslovno da se 'zalaže za' kralja, kako na bojnom polju tako i drugdje. Važni dijelovi njegovih zadataka bili su da djeluje kao neplaćeni narednik za novačenje i da igra glavnu ulogu u održavanju reda i mira postavljanjem i upravljanjem sudaca. Lord-namjesnik također je bio odgovoran za brigu o državnim dokumentima u svojoj grofoviji, te pravovremenom obavještavanju kralja o svemu što se događa.

### Moderno doba
Činjenica da je tijekom 150 godina ta uloga dominantno dodjeljivana vojnicima, a u Oxfordshiru vojvodi od Marlborougha, govori mnogo o onome što se dugo smatralo prikladnim životopisom. U 18. stoljeću su svi, osim jednog lorda-namjesnika, bili plemići, da bi u 19. stoljeću to bili svi.
 Danas, imajući na umu njihovu znatno promijenjenu ulogu, Lordovi-namjesnici sve više pripadaju kategorijama uglednih ljudi koji imaju različite životopise.

## Dužnosti
Moderne odgovornosti Lordova-namjesnika uključuju:
- Lord-namjesnik predstavlja monarha unutar namjesničkog područja;
- dogovor o posjetama članova kraljevske obitelji i njihovih pratitelja;
- dodjeljivanje medalja i odlikovanja u ime suverena[5] te savjetovanja o nominacijama za počasti;
- sudjelovanje u građanskim, dobrovoljnim i društvenim aktivnostima unutar namjesničkog područja;
- veza s lokalnim jedinicama Kraljevske mornarice, Kraljevskih marinaca, Britanske armije i Kraljevskog zrakoplovstva;
- upravljanje lokalnim pravosuđem kao predsjedavajući Savjetodavnog odbora: (rješavanje manjih slučajeva, sklapanje brakova, davanje dozvola i sl.);
- predsjedavanje Savjetodavnim odborom za imenovanje općih poreznih povjerenika.

## Uredovanje Lorda-namjesnika
Njegove su funkcije prilično slične funkcijama prefekta u Francuskoj. Kao predstavnik suverena u svojoj grofoviji, Lord-namjesnik mora zadržati apsolutnu političku neutralnost i ne može biti član, niti predstavljati bilo koju političku stranku tijekom svog mandata. Doživotni su delegati, ali mogu se povući s navršenih 75 godina međutim, u izuzetnim okolnostima, i suveren može povući svoj mandat.
Svakom Lordu-namjesniku pomaže prolord-namjesnik i zamjenici koje on delegira. Prolord-namjesnik zauzima mjesto zapovjednika u slučaju njegove odsutnosti, bolesti ili nesposobnosti. Lord-namjesnik ima između trideset i četrdeset podnamjesnika, ovisno o broju stanovništva grofovije.